# Левицкий, Григорий Александрович
Григорий Андреевич Левитский (Левицкий) (1809 — 20 ноября 1872) — протоиерей Воскресенского собора в Черкасске.

## Биография
По его инициативе и ходатайству были сооружены три памятника: первый на Монастырском урочище в 6 верстах от Старочеркасска в память павших донских героев Азовского сиденья; другой — возле Воскресенского собора и третий — на хуторе Рыковом, на месте бывшей Михайловской церкви, перенесённой в Новочеркасск.
Имея свою археологическую коллекцию, протоиерей Левитский пожертвовал её лучшие экземпляры в Новочеркасскую гимназию и в Старочеркасское приходское училище, где состоял законоучителем, то есть преподавателем Закона Божия, 20 лет.
Значение произведений Левитского как любителя старины состоит в том, что своими литературными трудами он помогал установить некоторые исторические факты: значение Старочеркасска, Азовского похода и прочих.

## Труды
Им напечатаны следующие статьи:
- Добавление к описанию монастырского памятника (Донские войсковые ведомости, 1870 г., № 1)
- Старочеркасская находка (Донские войсковые ведомости, 1871 г., № 58)
- Древности Азова (Донские войсковые ведомости, 1871 г., № 56).